# Kategoria Superiore 2016-2017
La Kategoria Superiore 2016-2017 è stata la 78ª edizione della massima serie del campionato albanese di calcio. La stagione è iniziata il 7 settembre 2016 e si è conclusa il 27 maggio 2017.

## Stagione

### Novità
Korabi e Luftëtari sono state promosse dalla Kategoria e Parë, al posto delle retrocesse Bylis Ballsh e Tërbuni Pukë.

### Formato
La squadra campione è ammessa al secondo turno di qualificazione della UEFA Champions League 2017-2018.

La seconda e la terza classificata sono ammesse al primo turno di qualificazione della UEFA Europa League 2017-2018.

Le ultime due classificate sono retrocesse direttamente in Kategoria e Parë.

## Squadre partecipanti
| Club              | Città       | Stadio                                        | Posizione 2015-2016             |
| ----------------- | ----------- | --------------------------------------------- | ------------------------------- |
| Flamurtari Valona | Valona      | Stadio Flamurtari                             | 8º posto in Kategoria Superiore |
| Kukësi            | Kukës       | Stadio Zeqir Ymeri                            | 3º posto in Kategoria Superiore |
| Laçi              | Laç         | Stadio Laçi                                   | 7º posto in Kategoria Superiore |
| Luftëtari         | Gjirokastër | Stadio Gjirokastra                            | 1º posto in Kategoria e Parë    |
| Partizani Tirana  | Tirana      | Elbasan Arena (Solo questa stagione)          | Campione d'Albania              |
| Skënderbeu        | Coriza      | Stadio Skënderbeu                             | 2º posto in Kategoria Superiore |
| Korabi            | Peshkopi    | Stadio Selman Stermasi (Solo questa stagione) | 2º posto in Kategoria e Parë    |
| Teuta             | Durazzo     | Stadio Niko Dovana                            | 4º posto in Kategoria Superiore |
| Tirana            | Tirana      | Stadio Selman Stermasi                        | 5º posto in Kategoria Superiore |
| Vllaznia          | Scutari     | Stadio Loro-Boriçi                            | 6º posto in Kategoria Superiore |

## Allenatori
| Club              | Allenatore                        |
| ----------------- | --------------------------------- |
| Flamurtari Valona | Gugash Magani → Gentian Mezani    |
| Kukësi            | Ernest Gjoka                      |
| Laçi              | Marcello Troisi → Ramadan Ndreu   |
| Luftëtari         | Mladen Milinković                 |
| Partizani Tirana  | Adolfo Sormani → Sulejman Starova |
| Skënderbeu        | Andrea Agostinelli → Ilir Daja    |
| Korabi            | Artan Mërgjyshi → Gerd Haxhiu     |
| Teuta             | Roberto Cevoli → Gugash Magani    |
| Tirana            | Ilir Daja → Mirel Josa            |
| Vllaznia          | Armando Çungu                     |

## Classifica finale
|                    | Pos. | Squadra           | Pt | G  | V  | N  | P  | GF | GS | DR  |
| ------------------ | ---- | ----------------- | -- | -- | -- | -- | -- | -- | -- | --- |
| Albania (bandiera) | 1.   | Kukësi            | 75 | 36 | 20 | 15 | 1  | 51 | 18 | +33 |
|                    | 2.   | Partizani Tirana  | 72 | 36 | 19 | 15 | 2  | 46 | 17 | +29 |
|                    | 3.   | Skënderbeu        | 72 | 36 | 21 | 9  | 6  | 45 | 22 | +23 |
|                    | 4.   | Luftëtari         | 44 | 36 | 11 | 11 | 14 | 37 | 45 | -8  |
|                    | 5.   | Teuta             | 40 | 36 | 10 | 10 | 16 | 27 | 34 | -7  |
|                    | 6.   | Laçi              | 40 | 36 | 10 | 10 | 16 | 23 | 35 | -12 |
|                    | 7.   | Vllaznia          | 40 | 36 | 8  | 16 | 12 | 29 | 35 | -6  |
|                    | 8.   | Flamurtari Valona | 40 | 36 | 12 | 10 | 14 | 42 | 34 | +8  |
|                    | 9.   | Tirana            | 39 | 36 | 8  | 15 | 13 | 29 | 32 | -3  |
|                    | 10.  | Korabi            | 13 | 36 | 2  | 7  | 27 | 11 | 68 | -57 |

Legenda:
      Campione di Albania e ammessa alla UEFA Champions League 2017-2018
      Ammesse alla UEFA Europa League 2017-2018
      Retrocesse in Kategoria e Parë 2017-2018
Note:
Tre punti a vittoria, uno a pareggio, zero a sconfitta.
Flamurtari Valona -6 punti di penaliizzazione

## Statistiche

### Classifica marcatori
| Gol |  |  | Giocatore      | Squadra           |
| --- |  |  | -------------- | ----------------- |
| 22  |  |  | Pero Pejić     | Kukësi            |
| 15  |  |  | Caleb Ekuban   | Partizani Tirana  |
| 14  |  |  | Hamdi Salihi   | Skënderbeu        |
| 11  |  |  | Tomislav Bušić | Flamurtari Valona |
| 11  |  |  | Liridon Latifi | Skënderbeu        |
| 8   |  |  | Afrim Taku     | Tirana            |
| 8   |  |  | Izair Emini    | Kukësi            |
| 8   |  |  | Donjet Shkodra | Flamurtari Valona |
| 8   |  |  | Dejvi Bregu    | Luftëtari         |
| 7   |  |  | Reginaldo      | Luftëtari         |
| 7   |  |  | Idriz Batha    | Partizani Tirana  |
| 7   |  |  | Segun Adeniyi  | Skënderbeu        |

## Verdetti finali
Kukësi, vincitore della Kategoria Superiore e ammesso al secondo turno preliminare della UEFA Champions League 2017-2018
Partizani Tirana e Skënderbeu ammessi al primo turno preliminare di UEFA Europa League 2017-2018
Tirana vincitore della Coppa di Lega albanese e ammesso al secondo turno di UEFA Europa League 2017-2018
Tirana e Korabi retrocesse in Kategoria e Parë per la stagione 2017-2018